# وسام الاستحقاق في ولاية شمال الراين وستفاليا
وسام الاستحقاق في ولاية شمال الراين وستفاليا (بالإنجليزية: Order of Merit of North Rhine-Westphalia)‏‏ هو وسام الدولة ويُمنح من قبل شمال الراين-وستفاليا. تأسس في 1986.